# Conseil de Port Stephens
Le conseil de Port Stephens (en anglais : Port Stephens Council) est une zone d'administration locale située dans l'État de Nouvelle-Galles du Sud en Australie, dont le siège est Raymond Terrace.

## Géographie
La zone s'étend sur 979 km2 dans la région de l'Hunter, juste au nord de Newcastle, et s'ouvre sur la baie de Port Stephens et la mer de Tasman. 
Les principales aires résidentielles sont Raymond Terrace et son quartier satellite de Heatherbrae, ainsi que les localités situées sur la côte comme Anna Bay, Boat Harbour, Corlette, Fingal Bay, Fishermans Bay, Karuah, Lemon Tree Passage, Mallabula, Nelson Bay, One Mile, Oyster Cove, Salamander Bay, Shoal Bay, Soldiers Point, Swan Bay, Tanilba Bay et Taylors Beach. Cependant une partie non négligeable de la population habite dans les régions rurales et semi-rurales à l'ouest de la Pacific Highway dans les villes et quartiers de Balickera, Butterwick, Duns Creek, Eagleton, East Seaham, Glen Oak, Hinton, Nelsons Plains, Osterley, Seaham, Wallalong et Woodville.
Port Stephens comprend également les villages de Bobs Farm, Fern Bay, Fullerton Cove, Salt Ash, Tomago et Williamtown au sud et Karuah et Twelve Mile Creek au nord. 

## Démographie
| 2001   | 2006   | 2011   | 2016   | 2021   |
| ------ | ------ | ------ | ------ | ------ |
| 56 474 | 60 484 | 64 807 | 69 556 | 75 276 |

## Politique et administration
Le conseil comprend dix membres, dont le maire, élus pour un mandat de quatre ans. À la suite des élections du 4 décembre 2021, le conseil est formé de cinq indépendants, quatre travaillistes et un libéral.
| Période        | Période  | Identité    | Étiquette   | Qualité |
| -------------- | -------- | ----------- | ----------- | ------- |
| septembre 2017 | en cours | Ryan Palmer | Indépendant |         |

La zone est rattachée aux circonscriptions de Newcastle et Paterson pour les élections fédérales et à celles de Newcastle et Port Stephens pour les élections à l'Assemblée législative de Nouvelle-Galles du Sud.